# Johannes von Saurma
Johannes Graf von Saurma-Jeltsch (vollst. Johannes Evangelist Karl Gustav Joseph Graf Saurma, Freiherr von und zu der Jeltsch) (* 9. November 1851 in Breslau; † 29. Oktober 1916 ebenda) war ein schlesischer Gutsbesitzer und Politiker.

## Familie
Johannes Graf Saurma entstammte der schlesischen Adelsfamilie Saurma. Seine Eltern waren der Gutsbesitzer und Reichstagsabgeordnete Gustav von Saurma-Jeltsch (1824–1885) und Anna, geb. Gräfin Ballestrem (1830–1920), Tochter des Gutsbesitzers und Herrenhausmitglieds Karl Graf von Ballestrem.
Johannes Graf Saurma heiratete am 3. August 1875 in Sterzendorf die entfernte Cousine Ernestine Freiin Sauerma von und zu der Jeltsch (1855–1910). Das Paar hatte fünf Kinder:
- Johann-Ernst (1879–1968), als Erbe
- Hubertus (1882–1934)
- Adalbert (1883–1942)
- Maria-Anna (* 1887), verheiratet mit dem Märtyrer Johannes von Francken-Sierstorpff (1884–1945).
- Rita (* 1891)

## Leben
Johannes Graf Saurma war Besitzer der Güter Zindel (Landkreis Breslau), Suckau (Kreis Glogau) und des 2200 Hektar umfassenden Fideikommiss Gut Jeltsch im Landkreis Ohlau.
Saurma war von 1909 bis zu seinem Tode 1916 Mitglied des Preußischen Herrenhauses auf Präsentation des Verbandes des Alten und Befestigten Grundbesitzes im Landschaftsbezirk Breslau und Brieg.